# Medina del Campo
Medina del Campo ist eine Stadt und eine Gemeinde (municipio) mit 20.097 Einwohnern (Stand: 2024) in der Provinz Valladolid in der Autonomen Gemeinschaft Kastilien-León in Zentralspanien. Wegen ihrer historischen Bedeutung wurde die Stadt als Kulturgut (Bien de Interés Cultural) in der Kategorie Conjunto histórico-artístico eingestuft.

## Lage und Klima
Die Stadt Medina del Campo liegt in der kastilischen Meseta in ca. 725 m Höhe ca. 55 km (Fahrtstrecke) südwestlich von Valladolid bzw. knapp 90 km nordöstlich von Salamanca. Das Klima ist gemäßigt bis warm; der spärliche Regen (ca. 380 mm/Jahr) fällt mit Ausnahme der trockenen Sommermonate übers Jahr verteilt.

## Bevölkerungsentwicklung
| Jahr      | 1857  | 1900  | 1950   | 2000   | 2017   |
| Einwohner | 4.238 | 5.971 | 14.288 | 20.047 | 20.679 |

Die Mechanisierung der Landwirtschaft, die Aufgabe bäuerlicher Kleinbetriebe und der daraus resultierende Verlust an Arbeitsplätzen auf dem Lande haben seit der Mitte des 19. Jahrhunderts zu einem kontinuierlichen Wachstum der Bevölkerungszahl in den Städten geführt. Zur Gemeinde gehören auch mehrere Weiler (pedanias), von denen jedoch die meisten bereits verlassen sind (despoblado).

## Wirtschaft
Das Umland von Medina del Campo war und ist traditionell landwirtschaftlich orientiert; in der Stadt selbst haben sich Kleinhändler, Handwerker und Dienstleister. Im ausgehenden Mittelalter und in der frühen Neuzeit gab es hier Märkte und Messen (ferias) von überregionaler Bedeutung. Heute spielt der Tourismus – auch in Form der Vermietung von Ferienwohnungen (casas rurales) – eine bedeutende wirtschaftliche Rolle.

### Verkehr
Medina del Campo liegt an der Bahnstrecke Madrid–Hendaye.

## Geschichte
Medina del Campo („Medina“ = arabisch für Stadt) wurde im 11. Jahrhundert auf dem Hügel La Mota gegründet (der Hügel mit der Burg liegt heute am Stadtrand, stellte seinerzeit aber das Zentrum dar). Im 15. und 16. Jahrhundert hatte der Ort große Bedeutung als Markt; seine damalige Einwohnerzahl wird von einigen auf ca. 50.000 geschätzt. Vom 17. bis 19. Jahrhundert erlebte die Stadt einen Niedergang.

### Jüdische Geschichte
Im 13. Jahrhundert verfügte der Ort über eine blühende jüdische Gemeinde. Im Jahr 1290 betrug deren jährliches Steueraufkommen 44.000 Maravedis. Im 14. Jahrhundert bestand die jüdische Gemeinschaft aus 50 bis 100 Haushalten. Im Jahr 1313 wurde die Regelung von Juden betreffenden Rechtsstreitigkeiten von Zamora nach Medina del Campo verlegt. Nach den Pogromen von 1391 ist für Medina del Campo die Anwesenheit von Conversos belegt. Im Jahr 1459 war der Ort das zentrale Wirkungsfeld des Mönches Alonso de Espina, der unerbittlich zum Christentum konvertierte Juden verfolgte. Nach 1492 flüchteten die meisten verbliebenen Juden Medina del Campos nach Navarra oder Portugal. Der letzte Rabbiner des Ortes, Isaac Uzziel, wanderte nach 1492 vermutlich nach Saloniki aus.

## Sehenswürdigkeiten
- Castillo de La Mota (15. Jahrhundert)
- Colegiata de San Antolín (16.–18. Jahrhundert)
- Casa Consistorial (Rathaus, 17. Jahrhundert)
- Casa Blanca (16. Jahrhundert)
- Museo de las Ferias

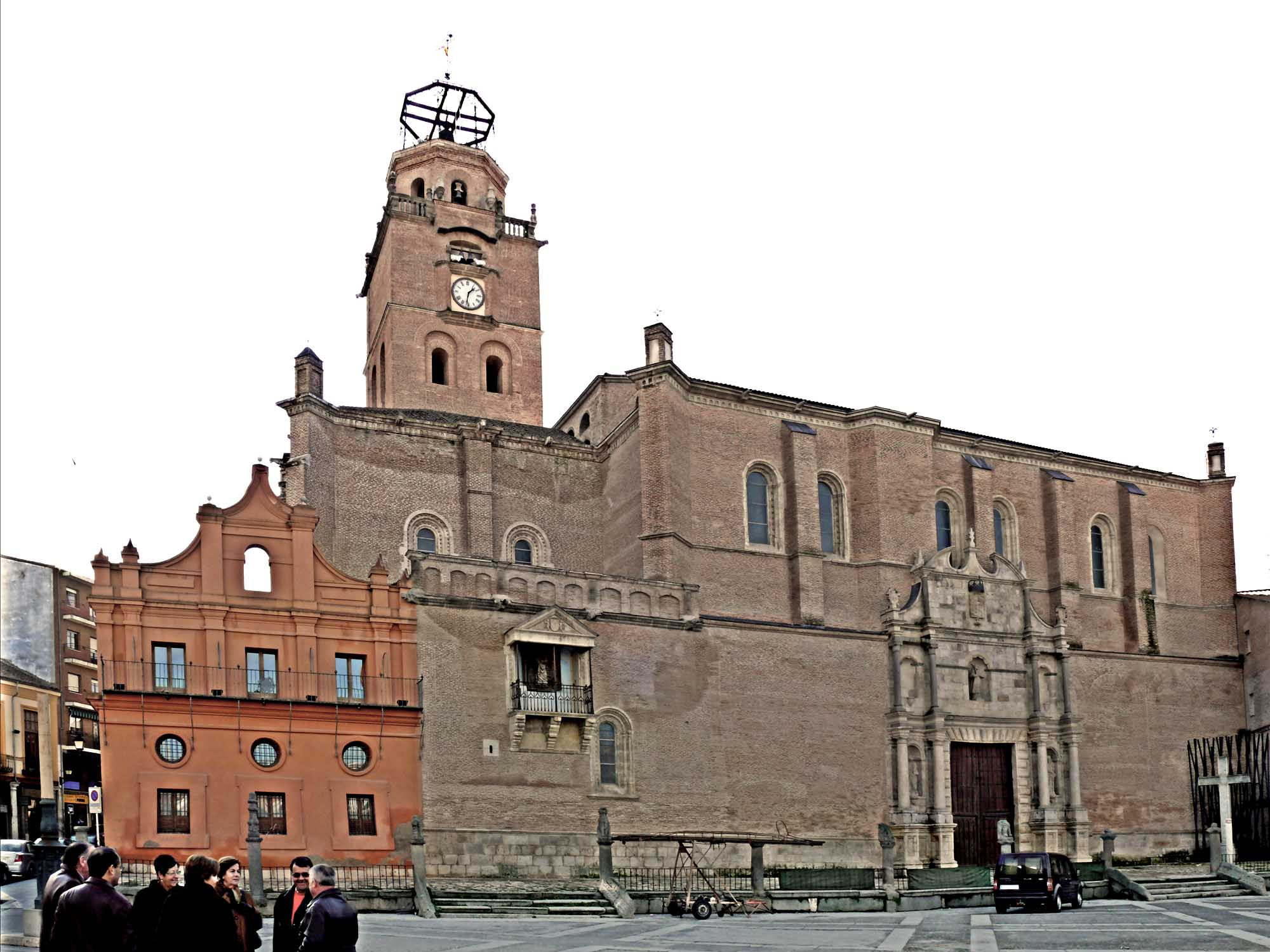
Colegiata de San Antolín
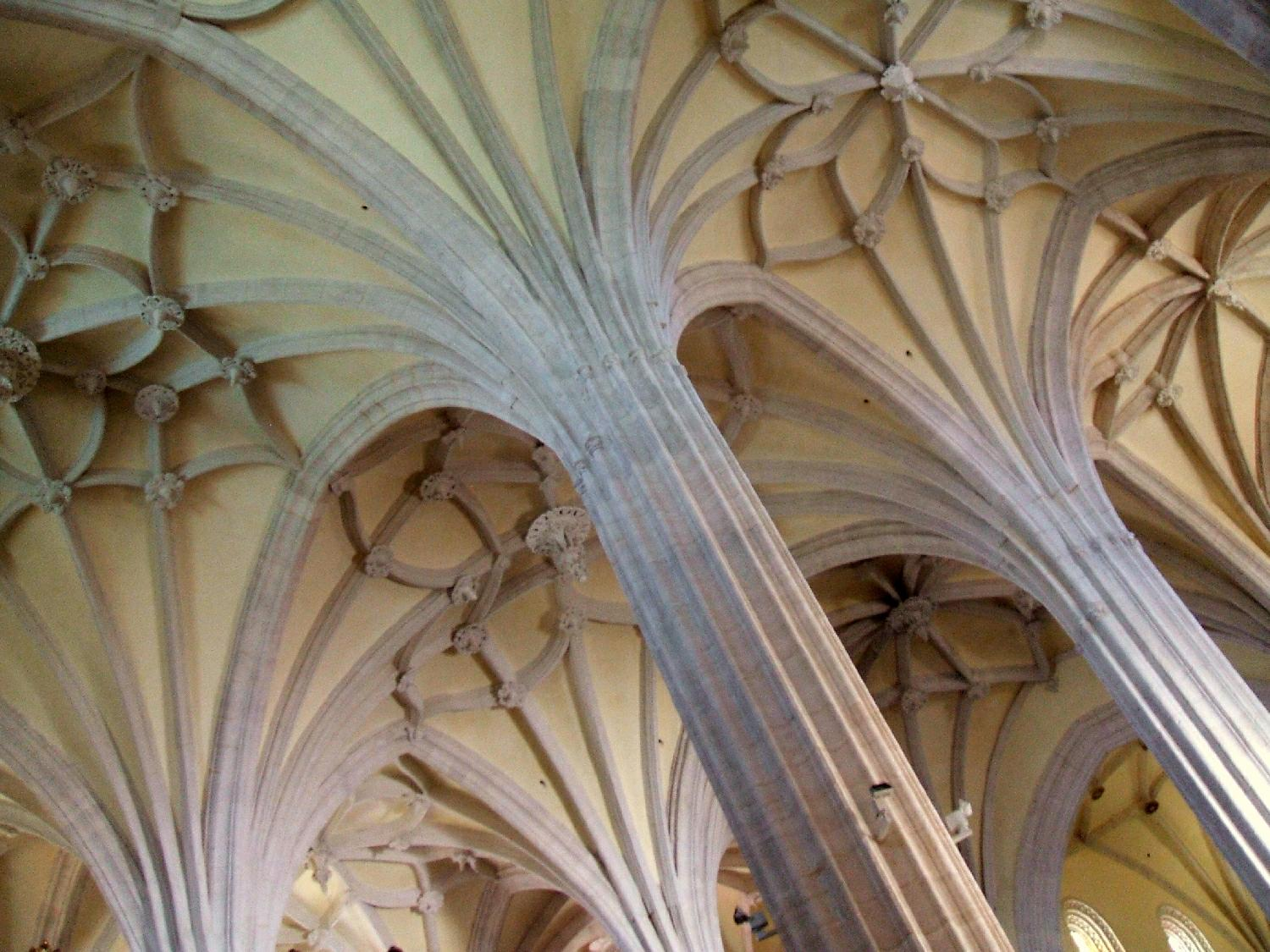
Gewölbe von San Antolín
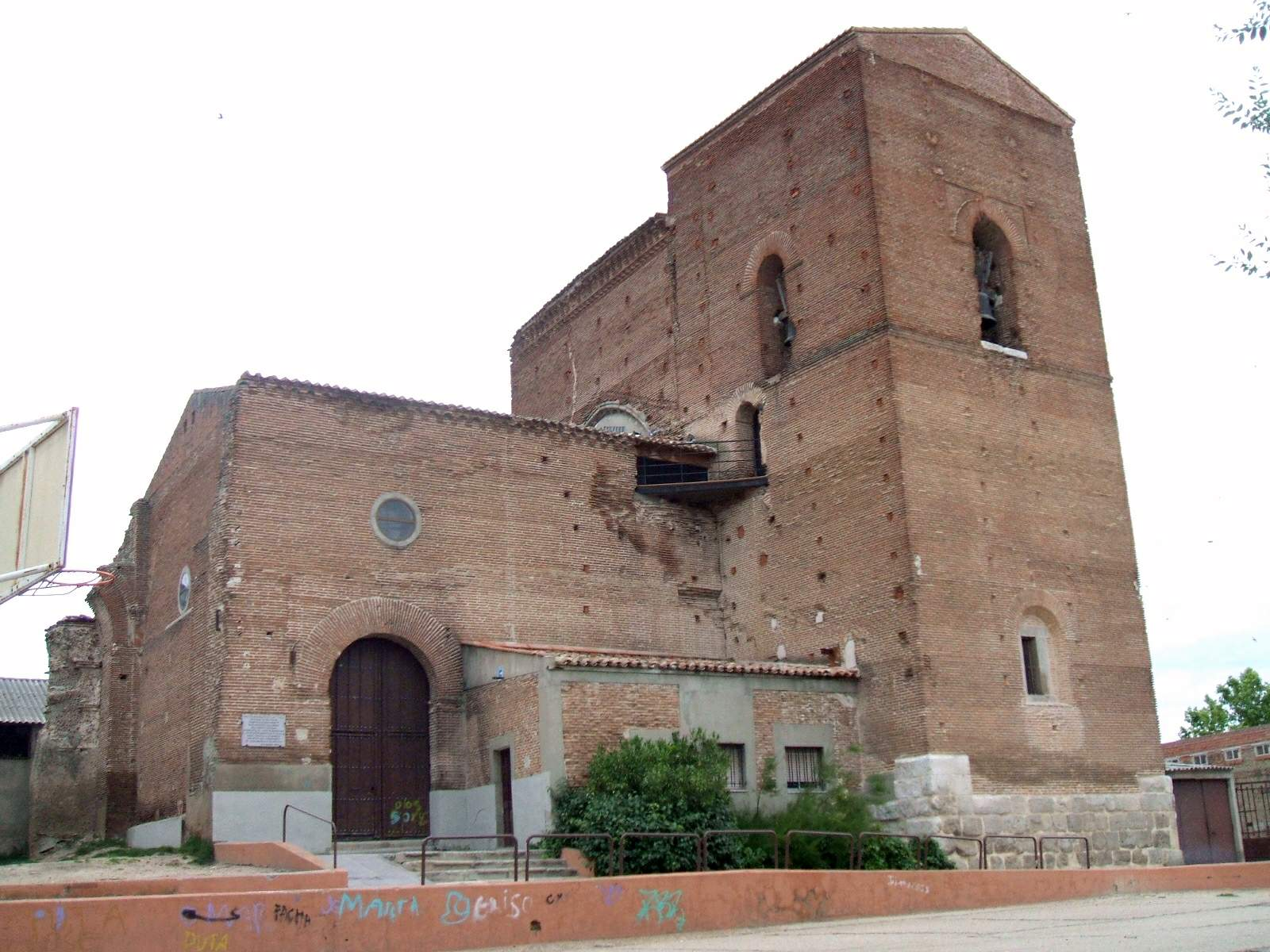
Iglesia de Santo Tomé
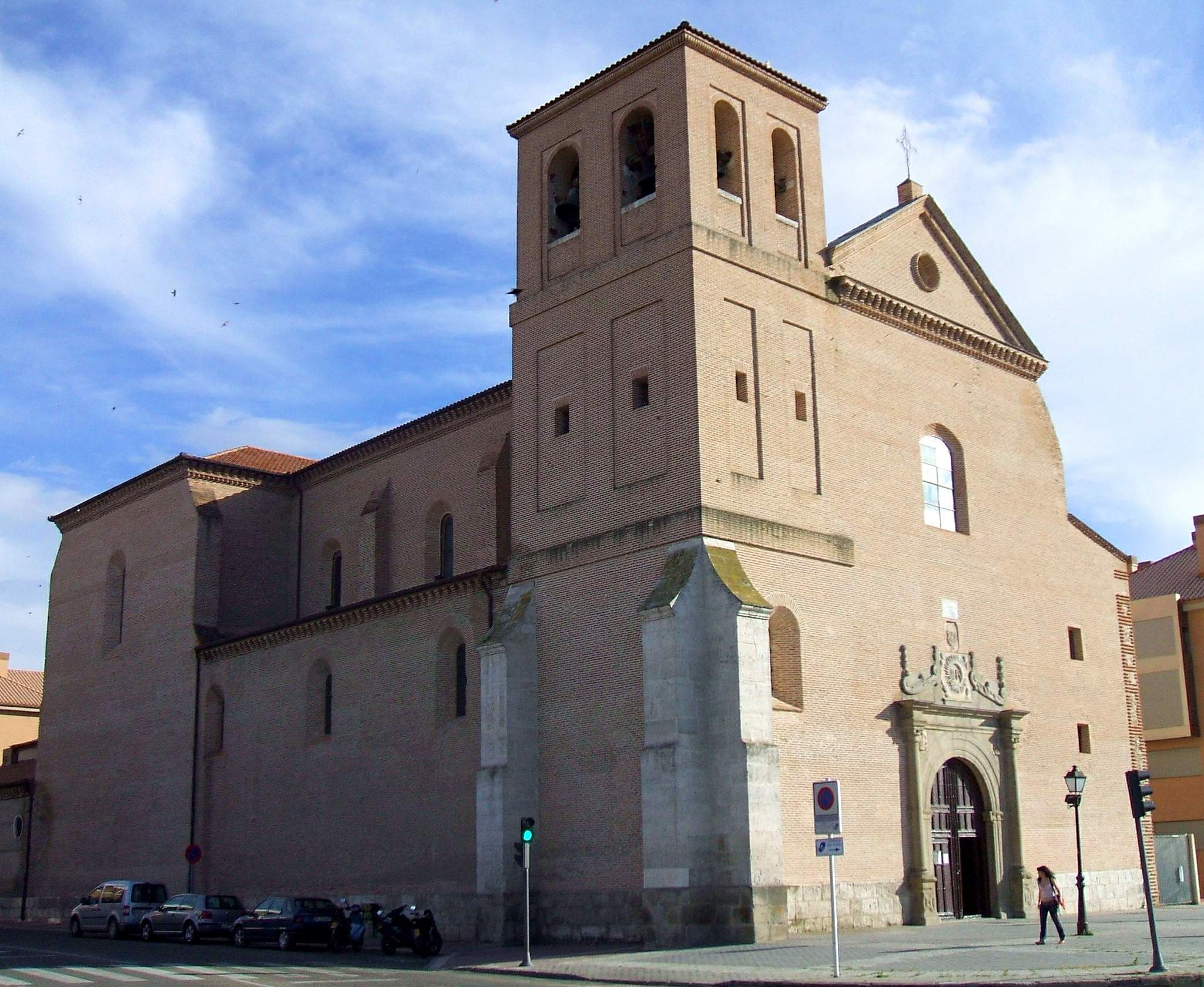
Iglesia de Santiago el Real
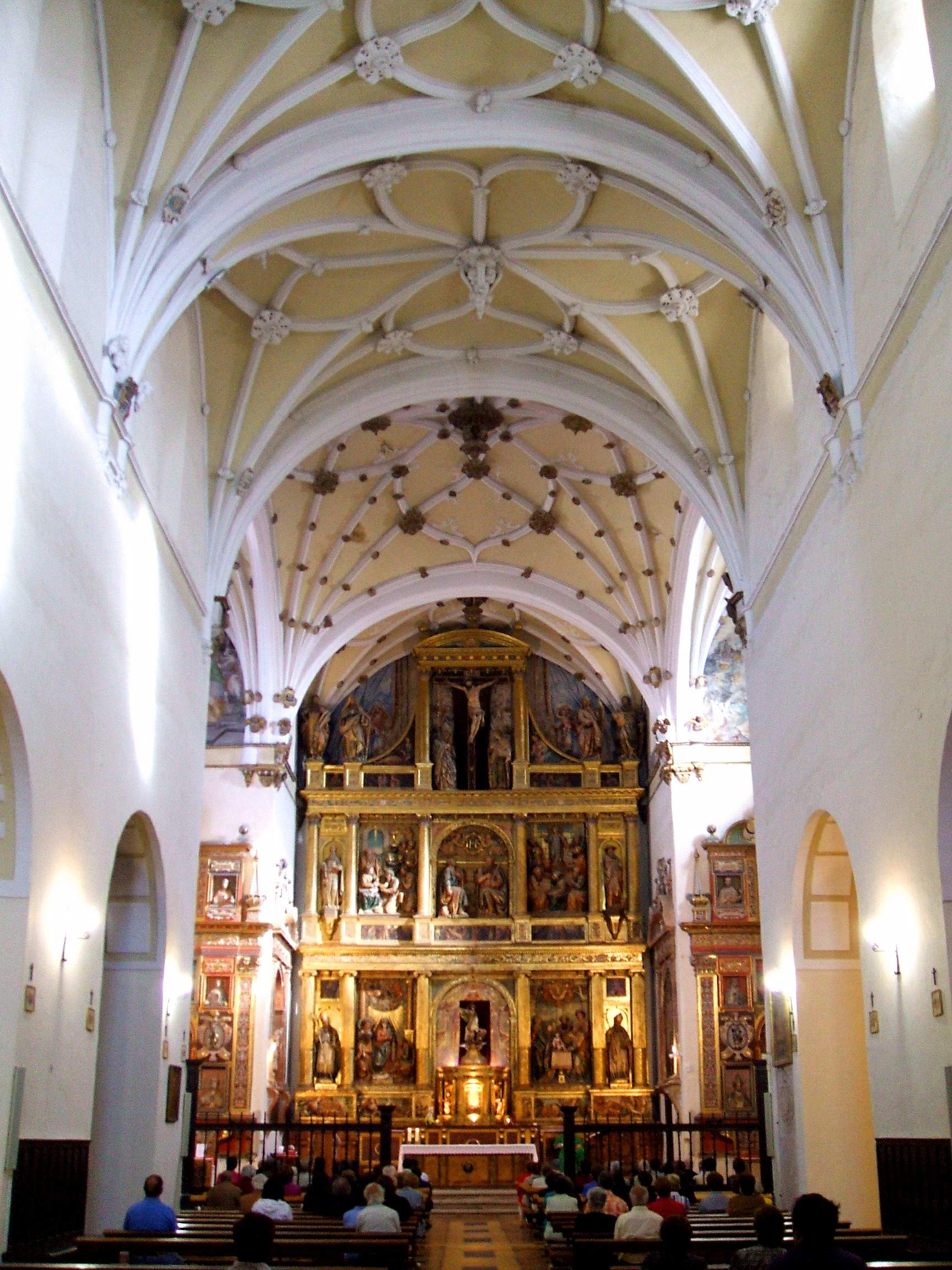
Kirchenschiff von Santiago el Real
Palacio de Dueñas

## Persönlichkeiten

### Söhne und Töchter der Stadt
- Ferdinand I. (1380–1416), von 1412 bis 1416 König von Aragón, Valencia, Sizilien und Sardinien sowie Graf von Barcelona
- Lope de Barrientos (1382–1469), Kleriker
- Alfons V. (1396–1458), von 1416 bis 1458 König von Aragón, Valencia und Sardinien sowie Graf von Barcelona, von 1442 bis 1458 König von Neapel
- Johann II. (1397/98–1479), von 1425 bis 1479 König von Navarra, von 1458 bis 1479 König von Aragón, Valencia und Sardinien sowie Graf von Barcelona, von 1458 bis 1468 König von Sizilien
- Beatriz de Bobadilla (1440–1511), Adlige
- Bernal Díaz del Castillo (1492–1581), Konquistador und Chronist
- Gómez Pereira (1500–1567), Philosoph, Arzt und Humanist
- Cristóbal de Mondragón (1514–1596), Armeeführer
- Domingo Báñez (1528–1604), Dominikaner, Theologe
- José de Acosta (1539/40–1599/1600), Jesuit, Missionar und Gelehrter
- Gregor von Valencia (1549–1603), in Deutschland wirkender Jesuit und Theologe
- Baltasar Álamos de Barrientos  (1555–1640), spanischer Gelehrter
- Félix María Calleja del Rey (1753–1828), Offizier und Feldherr, Vizekönig von Neuspanien
- María Jesús San Segundo (1958–2010), Wirtschaftswissenschaftlerin und Politikerin

### Mit der Stadt verbundene Persönlichkeiten
- Isabella I., die Katholische (1451–1504), von 1474 bis 1504 Königin von Kastilien und León etc. pp., Förderin des Columbus, Eroberin Granadas, gestorben in Medina del Campo
- Garci Rodríguez de Montalvo (1450–1505), Schriftsteller

## Städtepartnerschaften
- Montmorillon, Frankreich, seit 1994
- Zug, Westsahara, seit 2008